# Маньковський Григорій Володимирович
Манько́вський Григо́рій Володи́мирович (* 24 березня 1954, Новгород-Сіверський, Чернігівська область) — український політик, депутат ВР України, член фракції Партії регіонів (з 11.2007), член Комітету з питань охорони здоров'я (з 12.2007), голова підкомітету з питань розвитку і зміцнення матеріально-технічної бази охорони здоров'я (з 01.2008); голова Чернігівського обласного відділення Партії регіонів (з 07.2005).

## Життєпис
Дружина Галина Андріївна; син Володимир.
Освіта: Львівський лісотехнічний інститут (1975—1980), «Технологія деревообробки».
Народний депутат України 6-го скликання з 11.2007 від Партії регіонів, № 169 в списку. На час виборів: нар. деп. України, член ПР.
Народний депутат України 5-го скликання 04.2006-11.07 від Партії регіонів, № 146 в списку. На час виборів: голова Чернігівського обласного відділення Партії регіонів, член ПР. член Комітету з питань Регламенту, депутатської етики та забезпечення діяльності Верховної Ради України (з 07.2006), член фракції Партії регіонів (з 05.2006).
09.1971-03.72 — пакувальник, Новгород-Сіверський харчокомбінат. 08.-10.1972 — водій станції боротьби з хворобами тварин. 10.1972-12.74 — служба в армії. 01.-05.1975 — матрос-касир на пристані Новгород-Сіверський. 08.1980-03.94 — старший майстер, начальник заготівельно-фанерувального цеху, начальник цеху піаніна, голова профкому, директор, Чернігівська фабрика музичних інструментів; заступник голови правл., концерн «Укрмузпром». 05.-12.1994 — начальник управління праці та соціальних питань, Чернігівської облдержадміністрації 12.1994-03.2004 — в організаціях і установах м. Чернігова.